# European Physical Journal H
European Physical Journal H: Historical Perspectives on Contemporary Physics (EPJ H) es una revista científica trimestral, revisada por pares, que se centra en la historia de la física moderna. Es la revista más reciente de la serie European Physical Journal'. Se creó en 1976 con el nombre de Annales de Physique y obtuvo su título actual en julio de 2010.
EPJ H está publicada por Springer Science+Business Media y los editores jefe son Michael Eckert (Deutsches Museum, Múnich, Alemania) y James D. Wells (Universidad de Michigan, Estados Unidos).

## Resumen e indexación
La revista está indexada y sus resúmenes (abstracts) aparecen en Chemical Abstracts Service, Science Citation Index Expanded, Scopus, Astrophysics Data System, Academic OneFile, y Current Contents/Ciencias Físicas, Químicas y de la Tierra. 
Según el Journal Citation Reports], la revista tenía un factor de impacto en 2016 de 0,436. La propia revista declara tener un factor de impacto de 1,0 en 2022.